# Cindy Ambuehl
Cindy K. Ambuehl (nacida el 31 de enero de 1965 en Los Ángeles, California) es una actriz y diseñadora de moda estadounidense.
Antes de que fuese actriz, Ambeuhl fue modelo para la agencia de modelaje y talento de Judith Fontaine.
Apareció en la serie de televisión Seinfeld interpretando a Sophie, la novia de (Jerry Seinfeld en el episodio The Burning de la 9ª temporada.
Desde 2000-2003, tiene un papel recurrente en la serie de televisión JAG interpretando a la productora de televisión y novia de Harmon Rabb, Rene Peterson.
Está casada con el actor estadounidense Don Diamont. Cindy y Don tienen dos hijos gemelos, nacidos en 2003.